# Allô, Hercule Poirot
Allô, Hercule Poirot est un recueil composite de six nouvelles écrites par Agatha Christie, publié en France en 1971.
Les trois premières nouvelles sont policières et les trois dernières sont du genre fantastique. Contrairement à ce que peut laisser penser le titre du recueil, seules trois des six nouvelles mettent en scène le détective belge Hercule Poirot (en l'occurrence les trois nouvelles policières).

## Composition du recueil
1. La Disparition de M. Davenheim (The Disappearence of Mr Davenheim) - nouvelle policière avec Hercule Poirot
2. Un indice de trop (The Double Clue) - nouvelle policière avec Hercule Poirot
3. Le Guêpier (Wasps' Nest) - nouvelle policière avec Hercule Poirot
4. La Poupée de la couturière (Dressmaker's Doll) - nouvelle fantastique
5. Le Signal rouge (The Red Signal) - nouvelle fantastique
6. S.O.S. (S.O.S.) - nouvelle fantastique

## Publications

### Royaume-Uni
Le recueil n'a pas d'équivalent au Royaume-Uni où les nouvelles ont été publiées dans différents recueils :
- la nouvelle no 1 est publiée en 1924 dans Poirot Investigates ;
- les nouvelles nos 2 et 3 sont publiées en 1974 dans Poirot's Early Cases ;
- la nouvelle no 4 est publiée en 1979 dans Miss Marple's Final Cases and Two Other Stories ;
- les nouvelles nos 5 et 6 sont publiées en 1933 dans The Hound of Death and Other Stories.

### États-Unis
Le recueil n'a pas d'équivalent aux États-Unis, les nouvelles sont publiées dans différents recueils :
- la nouvelle no 1 est publiée en 1925 dans Poirot Investigates ;
- les nouvelles nos 5 et 6 sont publiées en 1948 dans The Witness for the Prosecution and Other Stories ;
- les nouvelles nos 2, 3 et 4 sont publiées en 1961 dans Double Sin and Other Stories.

## Éditions
- Allô, Hercule Poirot : six nouvelles inédites, Paris, Librairie des Champs-Élysées, coll. « Le Masque » (no 1175), 1971, 191 p. (BNF 35145744)
- Allô, Hercule Poirot : six nouvelles  (trad. de l'anglais), Paris, Librairie des Champs-Élysées, coll. « Club des Masques » (no 284), 1976, 187 p. (ISBN 2-7024-0184-8, BNF 34585234)
- Repris dans : Œuvres complètes  (trad. de l'anglais), t. 20, Paris, Librairie des Champs-Élysées, 1978, 484 p. (ISBN 2-7024-0764-1, BNF 34617711)
- Allô, Hercule Poirot, Paris, Librairie générale française, coll. « Le Livre de poche » (no 6573), 1988, 188 p. (ISBN 2-253-04837-2, BNF 34996864)
- Allô, Hercule Poirot, Paris, Librairie des Champs-Élysées, coll. « Club des Masques » (no 284), 1999, 125 p. (ISBN 2-7024-1437-0, BNF 37099227)
- Allô, Hercule Poirot, Paris, Librairie générale française, coll. « Le Livre de poche » (no 6573), 2000, 125 p. (ISBN 2-253-04837-2, BNF 37108340)

Note : Ce recueil n'a pas été retenu dans le cadre de la collection « Les Intégrales du Masque » des années 1990, les nouvelles ont été redistribuées dans les recueils originaux. Il est cependant toujours en vente avec la traduction révisée de Laure Terilli et Pascal Aubin.